# Дроме Классик
Дроме Классик (фр. La Drôme Classic, официальное - Royal Bernard Drôme Classic),  —  шоссейная однодневная  велогонка,  проходящая  во французском департаменте Дром. Организуется с 2013 года  в рамках уик-энда гонок в Южном Ардеше, известном как Boucles du Sud Ardèche, наряду с классической велогонкой Классик Суд Ардеш . Первый выпуск гонки, который должен был состояться 23 февраля 2013 года, был отменен из-за снега.  В 2013-2019 годах входила в календарь UCI Europe Tour, имела категорию 1.1.  С 2020 года  входит в UCI ProSeries, имеет категорию 1.Pro.

## Призёры
| Год  | Победитель         | Второй             | Третий                |
| ---- | ------------------ | ------------------ | --------------------- |
| 2014 | Ромен Барде        | Себастьян Дельфосс | Джанни Мерсман        |
| 2015 | Самуэль Дюмулен    | Фабио Феллине      | Себастьян Дельфосс    |
| 2016 | Петр Вакоч         | Ян Беклантс        | Артур Вишо            |
| 2017 | Себастьян Дельфосс | Артур Вишо         | Ян Беклантс           |
| 2018 | Лилиан Кальмежан   | Джонатан Нарваэс   | Боб Юнгельс           |
| 2019 | Алекси Вийермо     | Валантен Мадуа     | Уоррен Баргиль        |
| 2020 | Саймон Кларк       | Уоррен Баргиль     | Винченцо Нибали       |
| 2021 | Андреа Баджоли     | Дэрил Импи         | Миккель Фролих Хоноре |
| 2022 | Йонас Вингегор     | Гийом Мартен       | Бенуа Конфруа         |
| 2023 | Антони Перес       | Руй Кошта          | Андреа Баджоли        |
| 2024 | Марк Хирши         | Хуан Аюсо          | Максим Ван Гилс       |
| 2025 | Хуан Аюсо          | Маттиас Скельмосе  | Бен Талэтт            |

### Победители по странам
| Побед | Страна                                   |
| ----- | ---------------------------------------- |
| 4     | Франция                                  |
| 1     | Чехия, Бельгия, Австралия, Италия, Дания |